# Spinohoplia ahrensis
Spinohoplia ahrensis är en skalbaggsart som beskrevs av Guido Sabatinelli 1997. Spinohoplia ahrensis ingår i släktet Spinohoplia och familjen Melolonthidae. Inga underarter finns listade i Catalogue of Life.